# Rue du Renard
Rue du Renard je ulice v Paříži v historické čtvrti Marais. Nachází se ve 4. obvodu. Název ulice (renard = liška) odkazuje na starý vývěsní štít, na kterém byla vyobrazena rybařící liška.

## Poloha
Ulice vede od křižovatky s Rue de Rivoli na rohu Place de l'Hôtel-de-Ville a končí na křižovatce s Rue Simon-le-Franc a Rue Beaubourg.

## Historie
Ve středověku se ulice nazývala Cour Robert-de-Paris, takto je zmiňována v Le Dit des rues de Paris. Na plánu města z roku 1512 je uvedena jako Cour Robert či Cour du Renard. Od roku 1558 se uvádí označení Rue du Renard-qui-Prèche či Rue du Regnard-qui-Prèche. Následně se název upravil na Rue du Renard, případně Rue du Renard-Saint-Merri, podle čtvrtě, ve které ulice ležela. Podle ministerského rozhodnutí ze 3. března 1799 byla šířka ulice stanovena na 7 metrů. Tato šířka byla zvětšena na 10 metrů královským výnosem ze 6. května 1836, což znamenalo zboření většiny staré zástavby. Na místě pak vznikly městské paláce. V roce 1868 došlo ke sloučení ulic Rue de la Poterie-des-Arcis mezi Rue de Rivoli a Rue de la Verrerie a Rue du Renard-Saint-Merri mezi Rue de la Verrerie a Rue Saint-Merri. V roce 1899 byla ulice prodloužena k Rue Pierre-au-Lard a v roce 1909 k Rue Simon-le-Franc.

## Zajímavé objekty
- domy č. 8–10: postavil architekt François-Adolphe Bocage, od roku 2019 zde má sídlo firma Technicolor
- dům č. 11: středověký měšťanský dům, který má sklepy ve dvou úrovních. Fasáda byla přestavěna v 17. a 18. století.
- dům č. 12: v roce 1900 zde byl postaven hôtel de Pomponne (architekti Édouard Bauhain et Raymond Barbaud), kde sídlil Syndicat de l'épicerie française. Přízemí bylo v roce 1986 přestavěno na divadlo, od roku 1994 zde sídlí Théâtre du Renard.
- domy č. 18–20: městské lázně Piscine Saint-Merri
- dům č. 21: Od roku 2015 zde sídlí Dům ostrova Réunion